# Acanthocinus sinensis
Acanthocinus sinensis là một loài bọ cánh cứng trong họ Cerambycidae.